# Cucullia campanulae
Cucullia campanulae är en fjärilsart som beskrevs av Freyer 1831. Cucullia campanulae ingår i släktet Cucullia och familjen nattflyn. Inga underarter finns listade i Catalogue of Life.